# فرهاد مهادیان
فرهاد مهادیان (زادهٔ ۲۸ اردیبهشت ۱۳۵۳) در تهران، بازیگر و خواننده اهل ایران است. وی با بازی در نقش «سروان نیما شایان» در مجموعه تلویزیونی «کلانتر ۳» به شهرت رسید.
وی فارغ‌التحصیل مهندسی معدن در دانشگاه آزاد تهران جنوب است، مهادیان در کنار بازیگری مدتی خوانندگی را تجربه کرد و حالا مربی بدنسازی است.

## فعالیت‌ها
مهادیان فعالیت بازیگری خود را در سال ۷۶ با فیلم آژانس شیشه‌ای به کارگردانی ابراهیم حاتمی‌کیا و در کنار پرویز پرستویی و رضا کیانیان آغاز کرد. با درخشش در این فیلم وی یک سال بعد در فیلم‌های پرآوازه دیگری به نام مردی از جنس بلور در کنار ابوالفضل پورعرب و مهتاب کرامتی بازی کرد و در سال ۷۸ در راز شب بارانی به ایفای نقش پرداخت. پس از تجربه موفق در این فیلم‌ها در سال ۷۹ در سریال همسفر به کارگردانی قاسم جعفری بازی کرد که در سی قسمت روی آنتن شبکه سه رفت، سریال دختران و کلانتر ۱ از دیگر سریال‌های موفق او هستند مهادیان در سال ۸۸ با بازی در سریال کلانتر ۳ به شهرت رسید. مهادیان همچنین در سال ۸۶ وارد حوزه موسیقی شد و چند آهنگ و آلبوم منتشر کرد. وی پس از حضور در موسیقی شایعاتی زیادی از جمله ممنوع‌الکاری برایش به وجود آمد و از تا سال‌ها از بازیگری کنار رفت. مهادیان پس از گذشت ۷ سال با فیلم ناکوک به عرصه بازیگری بازگشت و در سال ۹۶ در سریال نگهبان زمین ایفای نقش کرد.

## فیلم‌شناسی

### فیلم‌های سینمایی
| سال  | نام فیلم         | کارگردان          |
| ---- | ---------------- | ----------------- |
| ۱۳۹۰ | روبیت            | محسن شاه محمدی    |
| ۱۳۸۶ | منفی هجده        | اصغر نصیری        |
| ۱۳۸۵ | دختر میلیونر     | اکبر خامین        |
| ۱۳۸۲ | اکس پارتی        | مهدی علمی نیا     |
| ۱۳۷۹ | راز شب بارانی    | سیامک اطلسی       |
| ۱۳۷۷ | مردی از جنس بلور | سعید سهیلی        |
| ۱۳۷۶ | آژانس شیشه‌ای     | ابراهیم حاتمی کیا |

### تلویزیون
| سال  | نام         | کارگردان        | شبکه     |
| ---- | ----------- | --------------- | -------- |
| ۱۳۹۷ | نگهبان زمین | علی امیری رامشه | شبکه سه  |
| ۱۳۸۸ | کلانتر ۳‏    | محسن شاه‌محمدی   | شبکه یک  |
| ۱۳۸۳ | عشق گمشده   | حسین سهیلی‌زاده  | شبکه سه  |
| ۱۳۸۱ | کلانتر      | محسن شاه‌محمدی   | شبکه یک  |
| ۱۳۸۲ | یکی مثل من  | محسن شاه‌محمدی   | شبکه یک  |
| ۱۳۸۱ | نقش بر آب   | عبدالله باکیده  | شبکه یک  |
| ۱۳۸۰ | راز شیوا‏    | پرویز حسن‌پور    | شبکه سه  |
| ۱۳۷۹ | دختران      | اصغر توسلی      | شبکه پنج |
| ۱۳۷۹ | همسفر       | قاسم جعفری      | شبکه سه  |

## ترانه‌شناسی
رسمی ۱۳۸۸
| نام ترانه              | ترانه‌سرا       | آهنگ‌ساز   | تنظیم‌کننده |
| ---------------------- | -------------- | --------- | ---------- |
| دوستم داری چندتا       | علی استیری     | محسن فرحی | سعید سام   |
| یه نفر شبیه تو         | مهدی محتشم صفا | محسن فرحی | سعید سام   |
| کولی شب گرد            | مهدی محتشم صفا | محسن فرحی | سعید سام   |
| شب وحشت                | آرزو دریکوند   | محسن فرحی | سعید سام   |
| نامردی از تو           | آرزو دریکوند   | محسن فرحی | سعید سام   |
| عروسک                  | آرزو دریکوند   | محسن فرحی | سعید سام   |
| رویای سیاه سفید        | حمید فریزند    | محسن فرحی | سعید سام   |
| دوستم داری چندتا ریمکس | علی استیری     | محسن فرحی | سعید سام   |